# Southern Counties East Football League
De Southern Counties East Fooball League  is een Engelse regionale voetbalcompetitie voor clubs uit de regio's Kent en Zuidoost-Londen. De competitie werd opgericht in 1966 en was tot 2013 bekend als de Kent League.

## Structuur
De competitie heeft slechts één divisie. In het verleden waren er echter wel meerdere divisies voor reserveteams. Tegenwoordig maakt de competitie deel uit van het vijfde niveau van het National League System, dat gelijk is aan het negende niveau van de algehele Engelse voetbalpiramide. Clubs kunnen promoveren naar de Isthmian League op het vierde niveau, en sinds het seizoen 2011/12 bestaat er een nieuwe competitie op het zesde niveau, de Kent Invicta League, die voor een betere doorstroom tussen het vijfde en zesde niveau zorgt.

## Vorige kampioenen
| Jaar | Kampioen                 |
| ---- | ------------------------ |
| 1967 | Margate FC (reserveteam) |
| 1968 | Margate FC (reserveteam) |
| 1969 | Brett Sports             |
| 1970 | Faversham Town           |
| 1971 | Faversham Town           |
| 1972 | Chatham                  |
| 1973 | Sheppey United           |
| 1974 | Chatham                  |
| 1975 | Sheppey United           |
| 1976 | Sittingbourne            |
| 1978 | Faversham Town           |
| 1979 | Sheppey United           |
| 1980 | Chatham Town             |
| 1981 | Cray Wanderers           |
| 1982 | Erith & Belvedere        |
| 1983 | Crockenhill              |
| 1984 | Sittingbourne            |
| 1985 | Tunbridge Wells          |
| 1986 | Alma Swanley             |
| 1987 | Greenwich Borough        |
| 1988 | Greenwich Borough        |
| 1989 | Hythe Town               |
| 1990 | Faversham Town           |
| 1991 | Sittingbourne            |
| 1992 | Herne Bay                |
| 1993 | Tonbridge                |
| 1994 | Herne Bay                |
| 1995 | Sheppey United           |
| 1996 | Furness                  |
| 1997 | Herne Bay                |
| 1998 | Herne Bay                |
| 1999 | Ramsgate                 |
| 2000 | Deal Town                |
| 2001 | Chatham Town             |
| 2002 | Maidstone United         |
| 2003 | Cray Wanderers           |
| 2004 | Cray Wanderers           |
| 2005 | Ramsgate                 |
| 2006 | Maidstone United         |
| 2007 | Whitstable Town          |
| 2008 | Thamesmead Town          |
| 2009 | VCD Athletic             |
| 2010 | Faversham Town           |
| 2011 | Hythe Town               |
| 2012 | Herne Bay                |
| 2013 | Erith & Belvedere        |
| 2014 | Whyteleafe               |